# Edmund Papciak
Edmund Papciak (ur. 17 sierpnia 1933 w Béthune, zm. 9 lutego 2016 w Gorzowie Wielkopolskim) – polski elektryk, działacz cechów rzemieślniczych, związany z Gorzowem Wielkopolskim.

## Życiorys
Urodził się 17 sierpnia 1933 w Béthune we Francji w rodzinie górnika. Do Polski wraz z rodziną przyjechał w 1946 roku, zamieszkując kolejno w Bytomiu, Brzysku oraz w Gorzowie. Tu ukończył Państwowe Gimnazjum Energetyczne (1952), a wykształcenie swe uzupełnił kończąc zaocznie Technikum Elektryczne w Warszawie (1966). Pracował w Zakładach Włókien Chemicznych "Stilon" (1952-1970), skąd został zwolniony za odmowę wstąpienia do PZPR. Od 1968 roku prowadził własny Zakład Pomiarów Elektrycznych. Pod koniec lat 60. XX wieku wstąpił do Cechu Rzemiosł Różnych i Spółdzielni Rzemieślniczej „Progress", gdzie pełnił funkcje przewodniczącego rady nadzorczej (1971-1996) oraz prezesa (1996-1999). Od 1977 roku był członkiem Sądu Cechowego. Był członkiem Izby Rzemieślniczej w Zielonej Górze, w której w latach 1981-1989 pełnił funkcje wiceprzewodniczącego, a od 1989 roku przewodniczył nowo powstałej Izbie Rzemiosła i Przedsiębiorców w Gorzowie Wielopolskim. Jako jej prezes wręczał w czerwcu 1997 roku papieżowi Janowi Pawłowi II dar od gorzowskiego rzemiosła. W latach 1981–1999 był członkiem Krajowej Rady Rzemiosła. Natomiast w 1991 roku bezskutecznie startował w wyborach parlamentarnych z ramienia Stronnictwa Demokratycznego.
Zmarł 9 lutego 2016 w Gorzowie Wielkopolskim i został pochowany na cmentarzu komunalnym przy ul. Żwirowej.

## Odznaczenia (wybrane)
- Krzyż Kawalerski Orderu Odrodzenia Polski
- Honorowa Odznaka Rzemiosła (1980)
- Srebrny i Złoty Medal im. Jana Kilińskiego (1986)
- Szablą Kilińskiego nr 41 (2004)
- odznaka "Zasłużony Działacz Ruchu Spółdzielczego w Polsce"